# 新潟出版文化賞
新潟出版文化賞（にいがたしゅっぱんぶんかしょう）は、新潟県が公募する文学賞である。新潟県内在住者の執筆による自費出版図書を顕彰することを目的に、1999年（平成11年）から隔年で公募し『新潟文化祭』で発表している。

## 選考委員
「地域性」と「独自性」を重視しながら、審査を行なう。
- 新井満（作家、作詞作曲家）
- 池田哲夫（新潟大学教授）
- 大田朋子（エッセイスト）
- 花ヶ前盛明（新潟県文化財保護連盟理事）
- 佐藤和正（フリージャーナリスト）
- 本間由美子（フリーライター）
- 若月忠信（文芸評論家）

## 部門
- 文芸部門（小説、エッセイ、童話、詩集、歌集、句集、絵本等）
- 記録誌部門（自分史、地域史、民俗記録、郷土史、人物伝、旅行記等）
  - 写真集、画集、日本語以外の図書は対象外。

## 受賞作品一覧

### 第1回～第7回
- 第1回新潟出版文化賞（’99）
- 第2回新潟出版文化賞（’01）
- 第3回新潟出版文化賞（’03）
- 第4回新潟出版文化賞（’05）
- 第5回新潟出版文化賞（’07）
- 第6回新潟出版文化賞受賞作品
- 第7回新潟出版文化賞受賞作品

### 第8回
- 大賞
  - 小説くじら学校（小林甚三、上越市、ファーストワン）[2]
- 選考委員特別賞（新井満賞） 
  - 律子の舟新潟水俣病短編小説集Ⅰ（新村苑子、新潟市、玄文社）
- 優秀賞 
  - 開港場・新潟からの報告－イギリス外交官が伝えたこと－（青柳正俊、長岡市、考古堂書店）
  - 磯見漁師（斉藤凡太、出雲崎町、角川書店）
  - 連携を求めて、山と里と海の民にいがた流域を行く（伊藤忠雄、新潟市、新潟日報事業社）
  - 新発田藩出身幕末の種痘医　桑田立斎～「牛痘児図」による天然痘撲滅への挑戦～　（髙橋眞一、新潟市、新潟日報事業社）
- 文芸部門賞
  - 俳句-その芸術性（金山有紘、十日町市、玄文社）
  - 一筋の籾（福原滋、新潟市、新潟日報事業社）
  - 詩集 過ぎ去る時の河畔に（田代芙美子、新潟市、花神社）
  - DMAT'S　High失意の災害医療派遣チーム（丸山正則、新潟市、新潟日報事業社）
- 記録誌部門賞
  - 転機　わが学びの日々（池田枝月、十日町市、文芸社）
  - 幻の松花部隊 若き義勇隊員たちの満州（高橋健男、見附市、文芸社）
  - むらの軌跡（丸山昇、新潟市、著者本人）
  - 越後小国氏の事蹟－研究と資料（高橋実、長岡市、小国観光協会よっていがんかい）